# FIMCAP
Fimcap (Federación Internacional de Movimientos Católicos de Acción Parroquial) es una asociación privada internacional de fieles con personalidad jurídica de conformidad con los cánones 298-311 y 321-329 del Código de Derecho Canónico de 1983. Fimcap también es miembro del "European Youth Forum".

## Nombre y Acrónimo
El nombre Fimcap viene del título original francés: ‘Fédération International des Mouvements Catholiques d’Action Paroissale’.

## Actividades
- Campamento Mundial
- Partenariados intercontinentales
- El día del Fimcap[4]

Actividades en Europa
- EuroCamp: curso internacional para líderes jóvenes
- EuroCourse: curso internacional para líderes experimentado
- "Roundabouts": Intercambios entre grupos locales

## Miembros
Hoy en día más de 30 organizaciones, en 30 países y 4 continentes forman parte de la Fimcap.
| País                                       | Nombre                                        | Acrónimo         | Estatus                  |
| ------------------------------------------ | --------------------------------------------- | ---------------- | ------------------------ |
| Bandera de Rumania                         | Asociația Grupurilor Locale de Tineret        | AGLT             | Asociado                 |
| Bandera de Lituania                        | Ateitis                                       |                  | miembro de pleno derecho |
| Bandera de Burundi                         | Chiro Burundi                                 |                  | miembro de pleno derecho |
| Bandera de Bélgica                         | Chirojeugd Vlaanderen                         |                  | miembro de pleno derecho |
| Bandera de Filipinas                       | Chiro Youth Movement Philippines              |                  | miembro de pleno derecho |
| Bandera de España                          | Coordinació Catalana                          | CCCCCE           | miembro de pleno derecho |
| Bandera de Ghana                           | Catholic Youth Organisation Ghana             | CYO Ghana        | miembro de pleno derecho |
| Bandera de Nigeria                         | Catholic Youth Organisation Nigeria           | CYO Nigeria      | miembro de pleno derecho |
| Bandera de Sierra Leona                    | Catholic Youth Organisation Sierra Leone      | CYO Sierra Leone | miembro de pleno derecho |
| Bandera de Eslovaquia                      | eRko – Hnutie kresťanských spoločenstiev detí | eRko             | miembro de pleno derecho |
| Bandera de Italia                          | Forum Oratori Italiani                        | FOI              | miembro de pleno derecho |
| Bandera de Dinamarca                       | Frivilligt Drenge- og Pige-Forbund            | FDF              | Asociado                 |
| Bandera de la India                        | Indian Catholic Youth Movement                | ICYM             | miembro de pleno derecho |
| Bandera de los Países Bajos                | Jong Nederland                                |                  | miembro de pleno derecho |
| Bandera de Suiza                           | Jungwacht Blauring                            | JuBla            | miembro de pleno derecho |
| Bandera de Chile                           | Juventud Parroquial Chilena                   | JUPACH           | miembro de pleno derecho |
| Bandera de Alemania                        | Katholische Junge Gemeinde                    | KjG              | miembro de pleno derecho |
| Bandera de Austria                         | Katholische Jungschar                         |                  | miembro de pleno derecho |
| Bandera de República Democrática del Congo | Kiro Congo                                    |                  | miembro de pleno derecho |
| Bandera de Sri Lanka                       | Kithu Dana Pubuduwa                           |                  | miembro de pleno derecho |
| Bandera de Haití                           | Kiwo D'Haiti                                  |                  | miembro de pleno derecho |
| Bandera de Namibia                         | Namibian Catholic Youth League                | NaCaYul          | miembro de pleno derecho |
| Bandera de Paraguay                        | Niños Perseverantes Paraguayos Católicos      | NIPPAC           | miembro de pleno derecho |
| Bandera de Burundi                         | Xaveri Burundi                                |                  | miembro de pleno derecho |
| Bandera de República Democrática del Congo | Xaveri Congo                                  |                  | miembro de pleno derecho |
| Bandera de Ruanda                          | Xaveri Ruanda                                 |                  | miembro de pleno derecho |
| /                                          | Xaveri Sudáfrica                              |                  | miembro de pleno derecho |
| Bandera de Malta                           | Zghazagh Azzjoni Kattolika                    | ZAK              | miembro de pleno derecho |